# Falk Boden
Falk Boden (20 de enero de 1960, Elsterwerda, Brandeburgo) es un antiguo ciclista alemán. Nació en Alemania del Este y fue uno de los campeones más destacados ciclistas de Alemania del Este en los 80, ganando tres veces el título de Campeón del mundo en contrarreloj por equipos con el equipo de la RDA.

## Biografía
Falk Boden pasó su infancia en el pueblo de Kamenz, donde se inició en el ciclismo. Sus resultados le permitieron estudiar en el colegio de deportes de Fráncfort del Óder, donde se une al club de ASK Vorwärts Frankfurt (Oder). Al alcanzar la categoría júnior, en la Espartaquiada consigue la segunda plaza en la modalidad de contrarreloj. Tras esto se enrola en los equipos nacionales de la República Democrática Alemana (RDA) y se convierte varias veces en campeón del mundo júnior ganado dos veces de forma consecutiva el campeonato del mundo de persecución por equipos júnior en 1977 y 1978. En 1978 también gana la Carrera de la Paz junior.
En 1979, con el equipo de la RDA, consigue su primer título mundial como sénior en la contrarreloj por equipo con Hans-Joachim Hartnick, Andreas Petermann y Bernd Drogan. Fue también medalla de plata en los Juegos Olímpicos de Moscú 1980 en esta misma disciplina. El cuarteto de la RDA conservó el título de campeona del mundo en contrarreloj por equipos en 1981. Falk Bodenest ahora acompañado por Olaf Ludwig, Bernd Drogan y Mario Kummer. En 1983 consigue sus mejores resultados individuales en ruta, ganando la Carrera de la Paz.
El equipo de la República Democrática Alemana de contrarreloj vuelve a conseguir el campeonato del mundo en 1989, tsiempre con Falk Boden y acompañado por Mario Kummer, Maik Landsmann y Jan Schur. Al año siguiente ganarían la medalla de plata en la misma especialidad en los campeonatos del mundo. 
Después de la caída del Muro de Berlín, Boden salió del Ejército Popular Nacional (NVA), donde era capitán, y debutó como profesional en las filas del equipo PDM-Concorde. En 1991 se convirtió en el primer campeón de la Alemania reunificada. En 1993, ficha por el equipo Festina, quien le despide por haber ayudado a Miguel Induráin en el Giro de Italia.

## Palmarés
| 1979 - Campeón del mundo en contrarreloj por equipos - Campeón de la República Democrática Alemana contrarreloj 1980 - Campeón de la República Democrática Alemana contrarreloj - Plata en los Juegos Olímpicos de 1980 en 100 km contrarreloj por equipos (con Bernd Drogan, Hans-Joachim Hartnick y Olaf Ludwig) - 3.º en el Campeonato de la República Democrática Alemana en ruta - Tour de RDA 1981 - Campeón del mundo en contrarreloj por equipos - 2.º en el Campeonato de la República Democrática Alemana en ruta - 3.º en el Campeonato de la República Democrática Alemana en contrarreloj 1982 - Campeón de la República Democrática Alemana en ruta - 1 etapa del Tour del Porvenir 1983 - Carrera de la Paz 1984 - 3.º en el Campeonato de la República Democrática Alemana en ruta - 3.º en el Campeonato de la República Democrática Alemana en contrarreloj - Tour de RDA | 1985 - 1 etapa del Tour de Hainaut Occidental 1987 - 1 etapa del Tour de Hainaut Occidental 1988 - 1 etapa de la Vuelta a Austria - 2.º en el Campeonato de la República Democrática Alemana en ruta 1989 - Campeón del mundo en contrarreloj por equipos - Regio Tour - 2 etapas de la Vuelta a Austria 1990 - 2.º en el Campeonato del mundo en contrarreloj por equipos 1991 - Campeonato de Alemania en Ruta |

## Resultados en las grandes vueltas

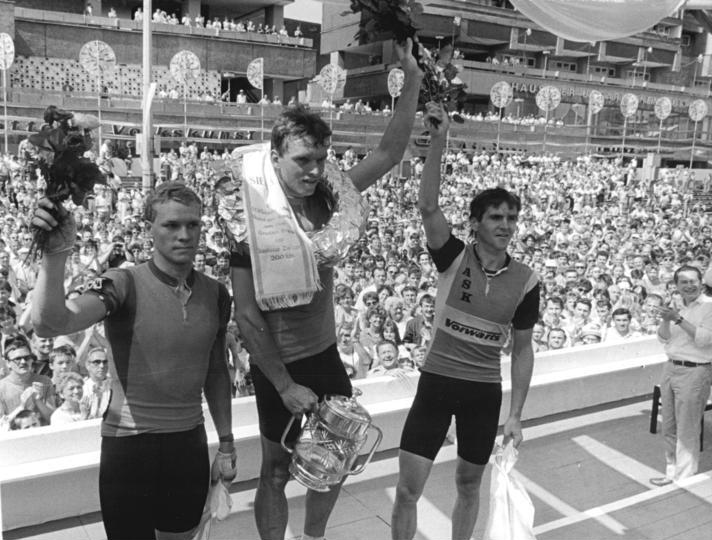
Falk Boden (a la derecha), tercero del Tour de Berlín en 1987

### Tour de Francia
- 1991 : abandono
- 1992 : abandono

### Giro de Italia
- 1993 : 78.º